# Colin Raak
Colin Raak (* 21. April 2000 in Cottbus) ist ein deutscher Fußballspieler. Der offensive Mittelfeldspieler steht seit 2020 beim VfB Krieschow unter Vertrag.

## Karriere
Raak begann das Fußballspielen im Sommer 2006 beim SV Cottbuser Krebse, bevor er im Sommer 2010 in die Jugend von Energie Cottbus wechselte. Dabei spielte er anfangs noch in der E-Jugend und durchlief alle Jugendmannschaften bis zur U19, mit der er in der U19-Regionalliga antrat. Für die A-Junioren erzielte er in 44 Spielen 28 Tore. Zwischen 2015 und 2017 bestritt er neben den Spielen für den Nachwuchs der Cottbuser acht Spiele für die Brandenburger Regionalauswahlen.
Am 26. Januar 2019 gab Colin Raak bei der 2:3-Niederlage gegen den SV Wehen Wiesbaden sein Profi-Ligadebüt, als er in der Halbzeit für Jonas Zickert eingewechselt wurde. Zuvor stand er bereits beim Landespokalspiel am 15. August 2018 gegen den BSC Fortuna Glienicke im Kader der Profis. Mit Cottbus stieg er 2018/19 aus der 3. Liga in die Regionalliga ab. Zur Saison 2020/21 wechselte Raak zum VfB Krieschow in die Oberliga Nordost.